# Ред и закон (23. сезона)
Двадесеттрећа сезона серије Ред и закон је премијерно емитована на каналу НБЦ од 18. јануара до 16. маја 2024. године.

## Глумачка постава
Сем Вотерстон је напустио серију након епизоде "Последњи плес". Тони Голдвин се придружио главној постави у епизоди "На ивици". Камрин Менхајм је напустила серију на крају сезоне.

## Улоге
- Рид Скот као Винсент Рајли
- Мекад Брукс као Џејлен Шо
- Камрин Менхајм као Кејт Диксон
- Хју Денси као ИПОТ Нолан Прајс
- Одеља Халеви као ПОТ Саманта Марун
- Сем Вотерстон као ОТ Џек Мекој (епизоде 1−5)
- Тони Голдвин као ОТ Николас Бакстер (епизоде 7−13)

## Продукција
Објављено је да је Ред и закон обновљен за двадесет трећу сезону 10. априла 2023. Продукција ове сезоне је одложена због обуставе рада Савеза сценариста Америке 2023. и накнадног заједничког штрајка глумаца 2023. сценаристи франшизе Ред и закон су се вратили тек пошто је постигнут договор са Савезом сценариста у октобру 2023. Објављено је да се Рик Ид враћа као дирекор серије и извршни продуцент, а када је савез глумаца склопио договор, омогућавајући глумцима да се врате на посао, продукција серије је почела недељу дана након Дана захвалности, због чега је НБЦ одредио датум премијере за 18. јануар 2024. Због дужине обустава рада, НБЦ је смањио број епизода у сезони са двадесет две епизоде на тринаест.

### Промене у глумачкој постави
Две недеље пре него што је требало да почне продукција ове сезоне, објављено је 15. новембра 2023. да се звезда Џефри Донован (Детектив Френк Косгров) неће вратити у серију, да је „пуштен из уметничких разлога“. Ово је довело до тога да серија тражи некога да испуни улогу. Дана 22. новембра 2023. Рид Скот (познатог из Випа) придружиће се глумачкој екипи уместо Донована, за кога се касније открило да тумачи детектива Винсента Рајлија. На НБЦ-овом црвеном тепиху поводом прослављања двадесет и пете сезоне Одељења за специјалне жртве, Мекад Брукс (детектив Џејлен Шо) разговарао је за ТВ ревију и рекао о раду са Скотом и његовим ликом: „Проширује се много односа сиса-за-тат, брзим новојоршким досеткама Рид уноси врло младалачку енергију у улогу и мислим да имате два момка у истој генерацији који нису толико различити јер су из различитих генерација, али су различити јер имају различите погледе на живот." Брукс је наставио: „Има довољно другарства и довољно поверења које сте стекли и стекли да верујете у ову везу. Мислим да постоји довољно сличности између ова два лика где их видите као могуће најбоље пријатеље. Али то не зарадите пребрзо."
Скот се никада није појављивао у водећој серији нити у било ком од њених огранака, али је то увек желео још од почетка двехиљадитих. У изјави за Град и државу у марту 2024. он открива како је видео како је та улога настала за њега, да је у почетку почела када је видео вест да је Донован отишао из серије: „Требало би ми неколико дана менталног здравља ако паднем у погрешну зечју рупу Рока. Зато се нисам пријављивао, а онда сам једног дана видео да је Џефри Донован напустио Ред и закон и као, 'Доћи ће на мене.' И онда сам наставио са својим даном и никоме нисам то рекао. Три дана касније, Скот је добио позив од свог агента и руководиоца који му је рекао за изненадну прилику пре него што је овај уопште и почео да је објашњава, погодио је: „Да није Ред и закон? Скот је наставио: „Не само ме сврби већ 20 и више година, али такође је забавно трчати улицама Новог Јорка са пиштољем, значком и лошим ставом.“

"Поздрав, дивни људи. Задовољство је овако непосредно разговарати са кичмом потпуно невероватне публике Реда и закона. Дошло је време да окренем нови лист и поведем Џека Мекоја са собом. Постоји туга у одласку, али превише сам радознао о томе шта је следеће. Глумац не жели да се превише опушта. Захваљујући вама и Дику Волфу, али за чије виђење, стрпљење, упорност и јединствену мешавину уметничких и пословних даровитости, осећам се веома благословено. Надам се да ћу вас све видети са друге стране."

—Изјава Сема Вотерстона гледаоцима на одласку из серије.
Поподне 2. фебруара 2024. објављено је да ће Сем Вотерстон након скоро тридесет година и преко четири стотине епизода тумачења лика Џека Мекоја, напустити серију и да ће се касније Тони Голдвин (међу чијим недавним радовима је и Брука) придружити као нови окружни тужилац Николас Бакстер. Вотерстон је такође дао изјаву дугогодишњим гледаоцима приликом најаве одласка из серије. Дугогодишњи извршни продуцент франшизе Ред и закон и председник и оперативни директор Забаве Волф Питер Јанковски рекао је да су дугогодишњи чланови глумачке поставе попут Вотерстона, Мариске Харгитеј из ОСЖ-а и Криса Мелонија из Организованог криминала били од непроцењиве вредности у постављању тон на снимању током година, „Постоје сви ови невероватни уметници који су такође сјајне вође“, рекао је за Холивудски извештач. „Не можете да правите серије без таквих људи“. Последња Вотерстонова епизода "Последњи плес" емитована је 22. фебруара 2024. на НБЦ-у.
Вотерстон је у појављивању у емисији Данас која је емитована дан пре него што је његова последња епизода била емитована на НБЦ-у, изјавио на снимању своје последње сцене: „Када су се опростили од мене, последњи снимак који сам урадио био је на снимању ван суднице. иИ Дик Волф се појавио и сви су држали говоре и цитирао сам Абрахама Линколна када је отишао у Вашингтон на почетку грађанског рата – да је он био тамо 25 година, ништа није важно. Вотерстон је такође показао поверење у Тонија Голдвина који је преузео улогу окружног тужиоца: „Мислим да ће бити сјајан. Мислим да је мој углед у страшној опасности јер мислим да ће он бити диван и да ћу га посматрати. Биће то велика невоља. То ће бити оно што је тужилац, захтеван и забаван за гледање.
У интервјуу за Завршетак, Голдвин је приметио да његов лик није ни на који начин сличан свом претходнику. „Џек Мекој је заиста био Атикус Финч, чистунац закона. Закон је закон, а он одлучује о свему. Мислим да Ник Бакстер има много холистичкији поглед на тужилаштво. Он је политичар и веома искусан и добар правник. Мислим да он своју функцију посматра као део састав и узима у обзир друштвене бриге и оно што има шири утицај, утицаји сваке одлуке. Сива је првенствена боја у нашем правосуђу, тако да морате да схватите кроз које ћете сочиво доносити своје одлуке.
Дана 19. марта 2024. Голдвин је даље елаборирао о томе од кога подстрек за његов лик за Данас. „Не бих рекао да [...] Угледам га на било кога посебно. Увек сам био очаран кривичним правосуђем. Ја сам у одбору невероватне организације под називом Пројекат невиности која је на челу реформе кривичног правосуђа у овој земљи и која је била пионир у употреби ДНК доказа за ослобађање неправедно осуђених — што ми заправо радимо. Серију отприлике тако сада снимамо, тако да ћете то ускоро видети." Голдвинова прва епизода је "авнотежа моћи" која је емитована 14. марта 2024. на НБЦ-у.
Дана 10. маја 2024. објављено је да ће Камрин Менхајм (поручник Кејт Диксон) напустити серију на крају ове сезоне. У изјави за Различитост, творац Дик Волф је рекао: „Захваљујем Камрин за њене три дивне сезоне које су нам помогле да поново покренемо 'Ред и закон'. Она је разредни чин и желим јој ништа осим најбољег за њено следеће поглавље." Након вести о најави њеног одласка, Менхајмова је објавила на свом Инстаграму да би се обратила томе натписом: „Имала сам најневероватније искуство што сам била део 
Ред и закон универзума, и што је још важније, Волфовог чопора. Тако сам захвалан за три дивне сезоне које сам провела са овом дивно надареном поставом веселих шаљивџија, Ридом Скотом, Кони Ши, Ентонијем Андерсоном, Џефријем Донованом, Хјуом Денсијем, Тонијем Голдвином и Семом Вотерстоном звездама које су улазиле и излазиле из студија." Манхајмова је даље рекла: „Волела сам да се појављујем на послу сваки дан, волела сам да држим момке у реду у 27. испостави и што је најважније, волела сам да проводим време са највреднијом, професионалном и најљубазнијом екипом. Они су заиста најбољи Новог Јорка." Њена последња епизода била је последња епизода сезоне "Ван опасности" емитована 16. маја 2024.

## Епизоде
| Бр. у серији | Бр. у сезони | Назив                | Редитељ          | Сценариста                                                                    | Пpемијерно емитовање | Пpод. код | Гледаност у САД (милиони) |
| --- | ------------ | -------------------- | ---------------- | ----------------------------------------------------------------------------- | -------------------- | --------- | ------------------------- |
| 489 | 1            | "Слобода изражавања" | Алекс Хол        | Синопсис: Рик Ид и Памела Вешлер Сценарио: Дик Волф и Рик Ид                  | 18. јануар 2024.     | 2301      | 5.32                      |
| Председник Универзитета Хадсон Нејтан Алперт избоден је на смрт, а убица је на његовом телу оставио натпис „Издајник“. Поручница Диксон уводи детектива Винсента Рајлија у екипу, а он и Шо проналазе одговорног студента, што доводи до оснивача пропалестинске студентске групе која производи пропаганду после напада Хамаса на Израел 7. октобра. Ускоро откривају „још два тела у име слободе говора“. |              |                      |                  |                                                                               |                      |           |                           |
| 490 | 2            | "Људски изуми"       | Рејчел Лајтерман | Арт Аламо                                                                     | 25. јануар 2024.     | 2302      | 4.60                      |
| Еван Маркс, извршни директор технолошке друштва ВенЗип, је убијен. Шо и Рајли проналазе незадовољног програмера Бена Стафорда за кога верују да је желео да се освети зато што је отпуштен пошто је развио вештачку интелигенцију како би себи олакшао посао. Стафордово сведочење је толико убедљиво да се Прајс и Марунова питају да ли могу да осуде. Суоснивач ВенЗип-а Џејмс Сојер пружа видео снимак злочина, али постоји расправа о томе да ли је велики лажњак или стваран. |              |                      |                  |                                                                               |                      |           |                           |
| 491 | 3            | "Окрени нови лист"   | Мајкл Смит       | Рик Ид                                                                        | 1. фебруар 2024.     | 2304      | 4.85                      |
| Селест Кларк, млада жена која посећује секс клуб, задављена је и убијена. Проверавајући полицијске базе података, детективка Виолет Ји проналази још три жртве са истим МО-ом који може указивати на серијског убицу. Једна по имену Оливија Вашингтон је из нерешеног случаја из Рајлијеве прошлости. Када бранилац користи тај догађај против тужилаштва да би потврдио невиност оптуженог, Прајс тражи од поручникце Диксон Рајлијејев досије како би побио његово сведочење. Рајли проналази додатне доказе који могу помоћи да се разјасни сва четири случаја. |              |                      |                  |                                                                               |                      |           |                           |
| 492 | 4            | "Нежељене последице" | Марта Мичел      | Памела Вешлер и Ђиа Гордон                                                    | 8. фебруар 2024.     | 2303      | 4.56                      |
| Агенткиња за некретнине Андреа Фентон упуцан је у кући једног од својих клијената. Шо и Рајли испитују бројне осумњичене без среће све док детективка Ји проналази видео постављен на мрежи који их води до неугодног сведока у безбедносном друштву. Док бранилац покушава да окриви жртву, Прајс и Марунова се боре да пусте једног злочинца на слободу како би другог склонили за убиство. |              |                      |                  |                                                                               |                      |           |                           |
| 493 | 5            | "Последњи плес"      | Алекс Хол        | Рик Ид и Памела Вешлер                                                        | 22. фебруар 2024.    | 2305      | 4.87                      |
| Вероника Најт, творац апликације за састанке, пронађена је рано ујутру насмрт задављена у Централ парку. Сведоци могу само да укажу Шоа и Рајлија на два честа посетиоца парка, уличног продавца са плочом и технолошког милијардера са моћним политичким пријатељима. Вероникин терапеут може дати побуду, али не жели да наруши поверљивост болесника. Може га дати и пријатељ осумњиченог, али ће градоначелника осрамотити ако се на јавном претресу открије његова индискреција. Мекој жртвује сопствену каријеру да би извршио притисак на сведока да каже шта зна. |              |                      |                  |                                                                               |                      |           |                           |
| 494 | 6            | "На ивици"           | Дејвид Гросмен   | Памела Вешлер и Џенифер Вандербс                                              | 29. фебруар 2024.    | 2306      | 4.70                      |
| Шо помаже емоционално избезумљеном човеку да се врати са ивице самоубиства и позива га да се врати кући свом сину, али се запрепастио када је мушкарац постао осумњичени након догађаја са активним стрелцем у оближњој болници. Да би одбацио изјашњавање одбране о лудилу због расне трауме, Прајс мора да позове Шоа налогом да би га натерао да сведочи да је човек желео да се освети, а не да је полудео. |              |                      |                  |                                                                               |                      |           |                           |
| 495 | 7            | "Равнотежа моћи"     | Карлос Бернард   | Арт Аламо и Тед Малавер                                                       | 14. март 2024.       | 2307      | 4.19                      |
| Џона Барло, успешан улагач, је убијен и милиони долара су украдени. Шо, Рајли и Јијева истражују његове везе и финансије како би пронашли убицу. Тужилац Бакстер почиње да рашчишћава ствари и врши притисак на Прајса и Марунову да склопе договор са убицом како би срушили познатог глумца и осигурали да његов први случај на функцији буде политичка победа. |              |                      |                  |                                                                               |                      |           |                           |
| 496 | 8            | "Спољашњост"         | Мајкл Смит       | Арт Аламо и Ађани Џексон                                                      | 21. март 2024.       | 2308      | 3.99                      |
| Шо и Рајли истражују смрт афроамеричког стенд-ап комичара Еллиса Џојнера од дављења. Првобитни осумњичени су колега комичар, дечко и борбени тренер ММА са академије "Ковач" коју води Домнал Ковач који има тетоважу "88" и историју оптужби за напад на црнце. Марунова се састаје са другим тренером на академији како би прикупио више детаља, што је навело Бакстера да се састане са полицијским комесаром Робином Патисом и замеником комесара за борбу против тероризма који сумњају да би још један догађај сличан побуни од 6. јануара могао бити у припреми. Осумњичени је ухапшен па Бакстер налаже Прајсу да подигне оптужбу са убиства из нехата на другостепено. На суђењу, Ребека Ласки, сведокиња из метроа, сведочи и описује оптуженог као јунака, што доводи у питање случај. |              |                      |                  |                                                                               |                      |           |                           |
| 497 | 9            | "Породичне везе"     | Мајкл Пресмен    | Памела Вешлер и Тед Маладер                                                   | 11. април 2024.      | 2309      | 3.85                      |
| Након сведочења у случају корупције против народјног посланика Рета Ричардса, његова помоћница Ајлин Портер је пронађена претучена на смрт, а њен муж је у коми. Шо и Рајли откривају да је неко други живео у њиховој кући у то време. Дарина Мелешко, која је сурогат мајка за њихову ћерку.Пошто је ратна избеглица из Украјине, одбрана тврди да болује од ПППС-а. Прајс оклева да нападне њено саосећајно сведочење па Бакстер и он опомињу Марунову да се појача или да оставку. |              |                      |                  |                                                                               |                      |           |                           |
| 498 | 10           | "Незгодна истина"    | Алекс Хол        | Синопсис: Рик Ид и Памела Вешлер Сценарио: Ђиа Гордон, Рик Ид и Памела Вешлер | 18. април 2024.      | 2310      | 4.51                      |
| Истакнути кувар Џордан Брајант избоден је на смрт у свом ресторану. Шо и Рајли откривају да је променио име из Џордан Вокер пошто је оправдан ДНК доказима и пуштен из затвора због злочина који је зависио од нетачне податке од стране очевица. Очевидац препознаје Брајановог заступника за кога је Брајант тврдио да му је опљачкао 90% његове нагодбе од 10 милиона долара. Током суђења представљени су нови докази због којих Прајс оклева са тужбом. Докази очевидаца се поново процењују. |              |                      |                  |                                                                               |                      |           |                           |
| 499 | 11           | "Двор на небу"       | Милена Говић     | Арт Аламо                                                                     | 2. мај 2024.         | 2311      | 3.84                      |
| Вестон Беркшир, син магната за некретнине, убијен је у поткровљу празне зграде коју је изградио његов отац. Откривено је да су чувар Рајан Марли и његова глувонема ћерка Алекс сквотери. Детективи и тужилаштво расправљају о заслугама сквотера који бране своја права над власницима имовине. Прајс разматра одбацивање оптужби. Поручница Диксон и њен глувонеми син Патрик откривају више чињеница о случају од Алекс. |              |                      |                  |                                                                               |                      |           |                           |
| 500 | 12           | "Неопевано зло"      | Ерик Ла Сејл     | Рик Ид                                                                        | 9. мај 2024.         | 2312      | 3.67                      |
| Анђела Харт, терапеуткиња са многим клијентима, пронађена је претучена, силована и убијена у својој кући. Шо и Рајли прво истражују Анђелиног дечка Марка Салерна, али још један траг је недавно условно пуштени осуђеник Шон Пејн који је одробијао само пет година због тешког силовања према споразуму о признању кривице са ИПОТ Прајсом. Бакстер и Прајс ударају главом у зид када је Бакстер преузео место првог тужиоца у Пејновом суђењу. Заступница Ванеса Картер испитује Салерна о његовој насилној прошлости као алтернативној теорији за Анђелино убиство. Прајс проналази додатне узнемирујуће доказе током суђења. |              |                      |                  |                                                                               |                      |           |                           |
| 501 | 13           | "Ван опасности"      | Алекс Хол        | Памела Вешлер и Џенифер Вандербс                                              | 16. мај 2024.        | 2313      | 3.68                      |
| Бакстер спортске звезде Мет Бенет је упуцан на гала догађају којем присуствују градоначелник, тужилац Николас Бакстер и њеова супруга Џулија и ћерка Кери. Видео који је снимио обожавалац опседнут Бенетовом девојком, глумицом Мерит Кларк, показује да је Николас био циљана мета. Детективка Аријел Лехејн проверава ударну иглу пиштоља кроз базу и проналази подударање са пљачкашем из подрума пића Едијем Агиларом, што доводи Шоа и Рајлија до члана банде Кобра 10. Када је судија одбацио одређене доказе, стављајући се на страну одбране из политичких разлога, Кери Бакстер јавно сведочи, иако би породична тајна могла да утиче на кампању њеног оца за следеће изборе. |              |                      |                  |                                                                               |                      |           |                           |